# (7550) Woolum
(7550) Woolum – planetoida z pasa głównego asteroid okrążająca Słońce w ciągu 3 lat i 172 dni w średniej odległości 3,20 j.a. Została odkryta 1 marca 1981 roku w Siding Spring Observatory w Australii przez Schelte Busa. Nazwa planetoidy pochodzi od Dorothy S. Woolum (ur. 1942), emerytowanej profesor Uniwersytetu Stanu California zajmującej się pochodzeniem i rozwojem Układu Słonecznego. Przed nadaniem nazwy planetoida nosiła oznaczenie tymczasowe (7550) 1981 EV8.